# Hymenaea torrei
Espèce
Statut de conservation UICN

 VU B1+2c : Vulnérable
Hymenaea torrei est une espèce de plantes à fleur de la famille des Fabaceae (légumineuses). Elle est endémique de Cuba, où elle est menacée par la déforestation.